# Helcon punctatus
Helcon punctatus är en stekelart som beskrevs av Sharma 1984. Helcon punctatus ingår i släktet Helcon och familjen bracksteklar. Inga underarter finns listade i Catalogue of Life.